# Henri Caillavet
Henri-Guy Pierre Émile Caillavet (ur. 13 lutego 1914 w Agen, zm. 27 lutego 2013 w Bourisp) – francuski polityk i prawnik, działacz na rzecz praw człowieka, deputowany i senator, sekretarz stanu, poseł do Parlamentu Europejskiego I kadencji.

## Życiorys
Syn handlarza i wolnomularza Jeana Caillavet oraz sufrażystki Marie-Louise z domu Caubet. Studiował prawo, ekonomię i literaturę na Uniwersytecie w Tuluzie, uzyskując stopień doktora w zakresie prawa. Od 1938 praktykował jako adwokat przy sądzie apelacyjnym w Paryżu, a w trakcie II wojny światowej w Bagnères-de-Bigorre. Pod koniec lat 30. działał w kręgach anarchistycznych i libertariańskich, następnie w Partii Radykalno-Socjalistycznej. W 1935 dołączył do jednej z tuluskich lóż Wielkiego Wschodu Francji, uczestniczył także w przemycie broni do republikanów walczących w wojnie domowej w Hiszpanii. W 1939 zmobilizowany do wojska, od 1940 aktywny w ruchu oporu wobec Francji Vichy. Był jednym z założycieli organizacji Combat. W maju 1942 został aresztowany przez Niemców, wypuszczony na wolność po 9 tygodniach wobec braku dowodów.
Po wojnie wstąpił do Partii Republikańskiej, Radykalnej i Radykalno-Socjalistycznej. W 1946 wchodził w skład Zgromadzenia Konstytucyjnego, następnie od 1946 do 1958 zasiadał w Zgromadzeniu Narodowym. Zajmował stanowisko sekretarza stanu odpowiedzialnego za terytoria zamorskie (styczeń–sierpień 1953), ekonomię (czerwiec–wrzesień 1954), marynarkę (wrzesień 1954–styczeń 1955) i sprawy wewnętrzne (styczeń 1955). Od 1951 do 1964 zasiadał w radzie departamentu Lot i Garonna, a od 1959 do 1983 pozostawał merem Bourisp. W latach 1967–1983 przez dwie kadencje członek Senatu, reprezentował środowiska radykałów i lewicy demokratycznej. Ponadto oddelegowano go do Zgromadzenia Parlamentarnego Rady Europy (1969–1971) i parlamentu Wspólnot Europejskich. Został wiceprzewodniczącym Lewicowej Partii Radykalnej, w 1975 zrezygnował z tej funkcji i założył ruch Comité d’action pour une démocratie sociale. W 1979 wybrany posłem do Parlamentu Europejskiego z listy Unii na rzecz Demokracji Francuskiej. Należał do frakcji liberalno-demokratycznej, w 1982 przeszedł do frakcji socjalistycznej. Członek różnych państwowych komisji działających w zakresie mediów i etyki. Zadeklarowany ateista, działacz na rzecz praw i wolności obywatelskich; przygotowywał ustawy dotyczące takich spraw, jak świeckość państwa, rozwód za obopólną zgodą, transplantacje, eutanazja, aborcja, transseksualizm czy homoseksualizm. Przyczynił się do założenia think tanku Sieć Woltera, opublikował także liczne książki.
Był żonaty z Françoise Rousseau, miał czterech synów. Uczestniczył także w eutanazji własnego ojca w 1962.